# Газофракціювання
Газофракціювання (в газовій промисловості) — поділ сумішей легких вуглеводнів у колонах ректифікацій з метою отримання індивідуальних компонентів або вузьких фракцій.

## Вступ
Газофракціонування — процес розділення вуглеводневої сировини (нестабільного газового бензину) з метою отримання індивідуальних легких вуглеводнів або вуглеводневих фракцій високої чистоти, які відрізняються температурою кипіння. Процеси газофракціонування знайшли своє застосування для отримання з нафтозаводських газів та газів з установок низькотемпературної переробки індивідуальних низькомолекулярних вуглеводнів C1-C6 (як граничних, так і неграничних, нормальної або ізобудови) або їх фракцій високої чистоти. На газофракціонуючих установках (ГФУ) знайшло використання комбінування процесів конденсації, компресії, ректифікації та абсорбції.
Продукцією газофракціонуючих установок в залежності від масштабів виробництва, складу початкової сировини, вимог до товарного газу та глибини переробки є такі вузькі вуглеводневі фракції або компоненти: метан-етанова (іноді етанова), пропанова, бутанова, ізобутанова, пентанова, ізопентанова, пропан-пропіленова, бутан-бутиленова, етан-етиленова, пентан-аміленова. Перспективним є також отримання гексанової фракції або ізо- і нормального гексану. При використанні вузьких фракцій як сировини для нафтохімічних синтезів вміст основних компонентів в них повинен бути не менше 96…98 %. Фракції вуглеводневих газів, які виходять з установки як кінцевий продукт, повинні відповідати технічним умовам згідно діючих стандартів. Одноколонні установки отримали назву стабілізаційних та призначені для розділення нестабільного бензину на стабільний газовий бензин і зріджений газ. Виділені в процесах низькотемпературної переробки вуглеводневі конденсати мають різний склад і включають до свого складу компоненти від етану до гексану. Перед подальшою переробкою газоконденсатна сировина проходить обробку на установці стабілізації конденсату. Звичайна установка стабілізації конденсату включає одну стабілізаційну (ректифікаційну) колону. В результаті виділяються розчинені гази, які в подальшому переробляються на зріджений газ, а також одержується стабільний бензин, який характеризується певним діапазоном температур википання фракцій, що входять до його складу, та вмістом в ньому вуглеводнів С3.

## Способи і засоби газофракціонування
На нафто- і газопереробних заводах для розділення вуглеводневих газів на індивідуальні або вузькі технічні фракції найбільше поширення набули такі фізичні процеси як конденсація, компресія, ректифікація і абсорбція. Конкретний вибір схеми (послідовності) розділення, температури, тиску визначається складом початкової газової суміші, вимогами до чистоти та заданого асортименту товарного продукції. Компресія і конденсація — процеси стиснення газу компресорами і охолодження його в холодильниках з утворенням двофазної системи газу і рідини. З підвищенням тиску і пониженням температури вихід рідкої фази зростає, причому вуглеводні, що сконденсувалися, полегшують перехід легких компонентів в рідкий стан, розчиняючи їх. Звичайно застосовують багатоступінчаті системи компресії і охолодження, у яких як холодоагент використовують воду, повітря, аміак, пропан або етан. Розділення конденсату і стиснутих та охолоджених газів здійснюють в газосепараторах, звідки конденсат і газ направляють на подальше фракціонування методами ректифікації або абсорбції. Компресія і конденсація — процеси стиснення газу компресорами і охолодження його в холодильниках з утворенням двофазної системи газу і рідини. З підвищенням тиску і пониженням температури вихід рідкої фази зростає, причому вуглеводні, що сконденсувалися, полегшують перехід легких компонентів в рідкий стан, розчиняючи їх. Звичайно застосовують багатоступінчаті системи компресії і охолодження, у яких як холодоагент використовують воду, повітря, аміак, пропан або етан. Розділення конденсату і стиснутих та охолоджених газів здійснюють в газосепараторах, звідки конденсат і газ направляють на подальше фракціонування методами ректифікації або абсорбції. Для чіткого розділення газоподібних вуглеводнів застосовується ректифікація або поєднання ректифікації з абсорбцією, якщо виникає необхідність розділення газу, в якому багато «сухої» частини, особливо метану. В цьому випадку доцільно спочатку відділити «суху» частину за допомогою абсорбції з подальшим розділенням газу, що залишився, ректифікацією.
Процес фракційної перегонки найбільш широко використовується для розділення вуглеводнів.
Якщо нестабільний конденсат розділяють на декілька фракцій, то використовують газофракціонуючі установки (ГФУ), в яких число ректифікаційних колон на одну менше від числа фракцій, що виділяються. Застосування в складі установок стабілізації конденсату двох послідовно включених ректифікаційні колон (деетанізатора та стабілізатора) дозволяє одержувати в першій колоні легкий газовий бензин, а в другій колоні — важкий бензин (температура википання 157…226 °С) та важку фракцію конденсату (температура википання 176…328 °С), яка служить сировиною для виробництва дизельного палива.
На багатоколонних фракціонуючих установках нестабільного бензину виділяють стабільний бензин і фракції індивідуальних вуглеводнів Для розділення суміші на n фракцій потрібно (n-1) ректифікаційних колон.
Схеми з низхідним тиском характеризуються тим, що перетікання рідини від колони до колони відбувається під дією надлишкового тиску, схеми з висхідним тиском — тим, що перетікання рідини від колони до колони відбувається за допомогою насосів. Характерні особливості процесів, що протікають в газофракціонуючих установках різних типів, полягають в тому, що в ГФУ проходить ректифікація конденсатів, в АГФУ знайшли поєднання попереднє розділення газів на легку та важку фракції методом абсорбції з подальшою їх ректифікацією, а в КРФУ відбувається часткова або повна конденсація газових сумішей з подальшою ректифікацією конденсатів.
Нестабільний газовий бензин, який виділяється на попередніх етапах переробки сирого газу, поступає в пропанову колону К-1, попередньо нагріваючись в теплообміннику за рахунок тепла кубової рідини, яка відходить з колони. У верхній частині ректифікаційної колони К-1 виділяється і збагачується пропанова фракція, яка повністю конденсується в конденсаторі-холодильнику, зріджений газ (рефлюкс) накопичується в рефлюксній ємності і відводиться споживачу. Частина рідини з рефлюксної ємності подається як флегма на зрошування колони.